# سیارک ۱۱۱۰۵
سیارک ۱۱۱۰۵ (به انگلیسی: 11105 Puchnarova، نامگذاری:1995UR2) یازده هزار و صد و پنجمین سیارک کشف شده‌است که در ۲۴ اکتبر ۱۹۹۵ کشف شد.
قدر مطلق سیارک برابر ۱۴٫۳۰ است.